# Virgil Finlay
Virgil Warden Finlay (* 23. Juli 1914 in Rochester, New York; † 18. Januar 1971 in Westbury (New York)) war ein US-amerikanischer Fantasy- und Science-Fiction-Buchillustrator und Künstler.
Von 1935 bis 1939 arbeitete er als Illustrator für das Magazin Weird Tales, das Farnsworth Wright herausgab. 1938(?) übernahm er eine Stelle bei The American Weekly, einem Wochenmagazin der Hearst-Gruppe. Herausgeber dieses Magazins war Abraham Merritt.
Von 1943 bis 1946 leistete er Militärdienst und war hauptsächlich im Südpazifik eingesetzt.
Im Jahr 1953 gewann er den Hugo Award in der Kategorie „Beste Innenillustration“.
Während seiner besten Zeit war Finlay der berühmteste Illustrator von Science-Fiction- und Fantasy-Geschichten in Amerika. Über 2800 Zeichnungen von ihm sind erhalten.
Er war seit November 1938 mit Beverly Stiles verheiratet und lebte bis 1948 in Brooklyn, bevor er nach Long Island (Westbury) zog. Das Ehepaar hatte eine Tochter.
Finlay starb im Januar 1971 an Krebs.
2012 wurde er postum in die Science Fiction Hall of Fame aufgenommen.